# Лерой (Мічиган)

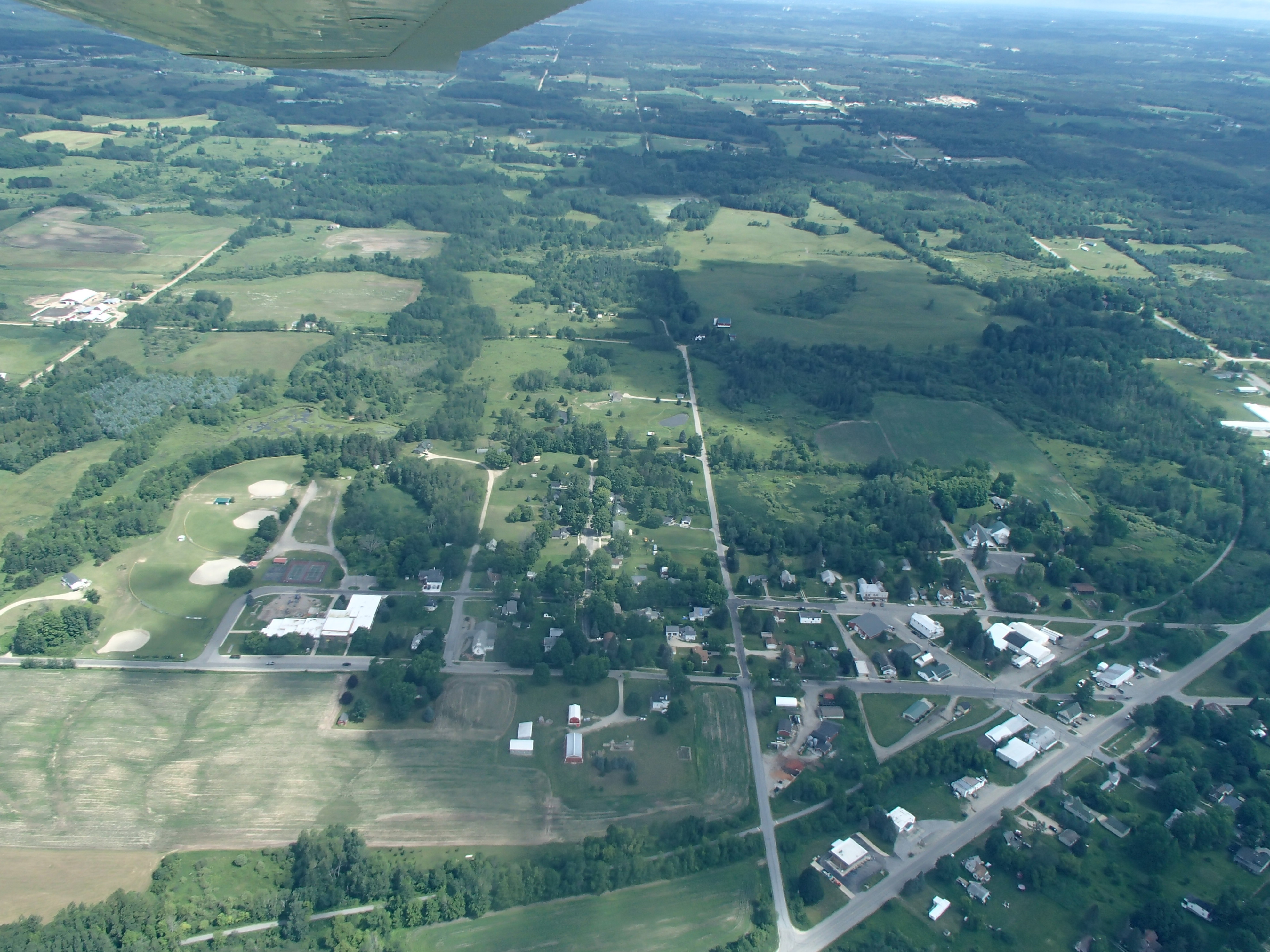

Лерой (англ. LeRoy) — селище (англ. village) в США, в окрузі Осеола штату Мічиган. Населення — 260 осіб (2020).

## Географія
Лерой розташований за координатами 44°2′18″ пн. ш. 85°27′13″ зх. д. / 44.03833° пн. ш. 85.45361° зх. д. (44.038229, -85.453720).  За даними Бюро перепису населення США в 2010 році селище мало площу 2,51 км², уся площа — суходіл.

## Демографія
Згідно з переписом 2010 року, у селищі мешкало 256 осіб у 97 домогосподарствах у складі 68 родин. Густота населення становила 102 особи/км².  Було 111 помешкання (44/км²).
Расовий склад населення:
| - 96,1 % — білих - 1,6 % — чорних або афроамериканців - 0,8 % — корінних американців |

До двох чи більше рас належало 1,6 %. Частка іспаномовних становила 0,0 % від усіх жителів.
За віковим діапазоном населення розподілялося таким чином: 25,8 % — особи молодші 18 років, 57,8 % — особи у віці 18—64 років, 16,4 % — особи у віці 65 років та старші. Медіана віку мешканця становила 39,6 року. На 100 осіб жіночої статі у селищі припадало 95,4 чоловіків;  на 100 жінок у віці від 18 років та старших — 95,9 чоловіків також старших 18 років.
Середній дохід на одне домашнє господарство  становив 68 675 доларів США (медіана — 42 750), а середній дохід на одну сім'ю — 74 338 доларів (медіана — 43 125). За межею бідності перебувало 7,8 % осіб, у тому числі 10,7 % дітей у віці до 18 років та 0,0 % осіб у віці 65 років та старших.
Цивільне працевлаштоване населення становило 145 осіб. Основні галузі зайнятості: виробництво — 28,3 %, освіта, охорона здоров'я та соціальна допомога — 20,7 %, оптова торгівля — 9,0 %, мистецтво, розваги та відпочинок — 9,0 %.